# Paul Blechschmidt
Paul Blechschmidt (* 20. Dezember 1907 in Bermsgrün; † 23. Dezember 1961) war ein deutscher Politiker, Widerstandskämpfer gegen den Nationalsozialismus und Generalmajor der Nationalen Volksarmee der DDR.

## Leben

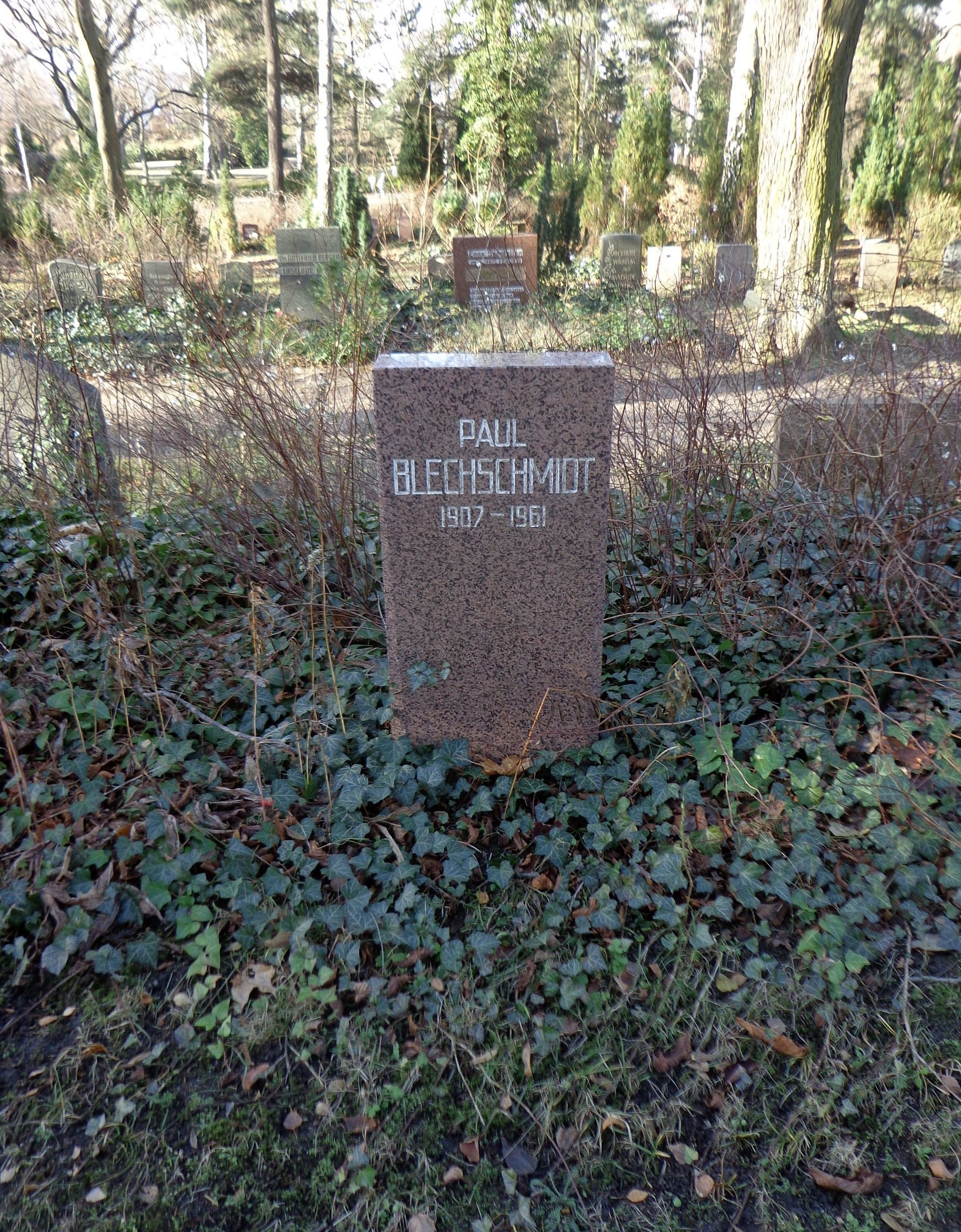
Grabstätte

Blechschmidt stammte aus dem Erzgebirge, war Sohn eines Schlossers und besuchte von 1921 bis 1928 ein Lehrerseminar. Anschließend war er als Volksschullehrer in Beierfeld und Raschau tätig. In seiner Heimatgemeinde wurde er Arbeitersportfunktionär und trat 1927 dem kommunistischen Jugendverband KJVD bei. 1933 wurde er wegen seiner kommunistischen Aktivitäten aus dem Schuldienst entlassen und wegen illegaler Parteiarbeit für die KPD im März 1934 verhaftet. Wegen Vorbereitung zum Hochverrat wurde er zu zwei Jahren und zwei Monaten Zuchthaus verurteilt. Nach der Haftentlassung 1936 aus dem Zuchthaus Zwickau war er als Bau- und Steinbrucharbeiter tätig. Im Oktober 1942 wurde er zur Wehrmacht einberufen und in Belgien und Frankreich eingesetzt. Im Sommer 1943 kam er in die Ukraine. Seit dem 18. September 1943 galt er als vermisst, nachdem er zur Roten Armee übergelaufen war. Im Oktober 1944 wurde er nach Moskau geholt, wo er in Kontakt zum Nationalkomitee Freies Deutschland um Walter Ulbricht und Wilhelm Pieck kam. Unter dem Decknamen und mit dem Soldbuch des Oberwachtmeisters Friedrich Cohrs aus Lüden flog er als Mitglied des Nationalkomitees Freies Deutschland im April 1945 nach Deutschland und sprang nordwestlich von Berlin bei Löwenberg mit einem Fallschirm ab, um an der Vernichtung eines großen deutschen Munitionslagers mitzuwirken.
Im September 1945 kehrte Blechschmidt nach Bermsgrün zurück. Er wurde 1945 Mitglied der KPD (ab der Zwangsvereinigung von SPD und KPD 1946 SED) und stellvertretender Landrat im Landkreis Aue. Von Ende 1948 bis Juli 1950 war er als Landrat im Landkreis Freiberg tätig. 
Am 1. August 1950 trat er in die DVP ein. Als Chefinspekteur der Seepolizei ab 1. Oktober 1950 war zunächst Leiter der Hauptabteilung Versorgung der Seepolizei, ab 1952 mit Bildung der Kasernierten Volkspolizei Stellvertreter des Chef der VP-See für Versorgung und Chef der Rückwärtigen Dienste und erhielt am 1. Oktober 1952 seine Ernennung zum Generalmajor des Intendantendienstes. Von 1956 bis 1960 leitete er die Kadettenschule der NVA in Naumburg. Ab 1960 war er als Nachfolger von Oberst Otto Schwab Stellvertreter des Kommandeurs für Politische Arbeit an der Militärakademie Friedrich Engels in Dresden.
Am 23. Dezember 1961 starb er durch eine Gasvergiftung. Seine Urne wurde in der Grabanlage Pergolenweg des Berliner Zentralfriedhofs Friedrichsfelde beigesetzt.

## Privates
Sein Schwiegersohn war der ehemalige Volkskammerabgeordnete und Funktionär der SEW Karl-Heinz Kniestedt (1925–1977).

## Auszeichnungen und Ehrungen
- 1956 Vaterländischer Verdienstorden in Silber[4]
- Nach ihm waren Oberschulen in Raschau und Schneeberg-Wolfgangsmaßen sowie seit 1985 eine Schiffsstammabteilung der DDR-Volksmarine benannt. Nach 1990 wurden alle diese Benennungen rückgängig gemacht.